# (32806) 1990 SF13
(32806) 1990 SF13 est un astéroïde de la ceinture principale d'astéroïdes découvert en 1990.

## Description
(32806) 1990 SF13 a été découvert le 22 septembre 1990 à l'observatoire de La Silla, au Chili, par Henri Debehogne.

### Caractéristiques orbitales
L'orbite de cet astéroïde est caractérisée par un demi-grand axe de 2,39 ua, un périhélie de 1,91 ua, une excentricité de 0,20 et une inclinaison de 0,44° par rapport à l'écliptique. Du fait de ces caractéristiques, à savoir un demi-grand axe compris entre 2 et 3,2 ua et un périhélie supérieur à 1,666 ua, il est classé, selon la JPL Small-Body Database, comme objet de la ceinture principale d'astéroïdes.

### Caractéristiques physiques
(32806) 1990 SF13 a une magnitude absolue (H) de 15,6 et un albédo estimé à 0,358.